# Raul Pont
Raul Jorge Anglada Pont (Uruguaiana, 14 de maio de 1944) é um historiador e político brasileiro, fundador do Partido dos Trabalhadores. Foi líder estudantil, militante sindical, professor universitário, deputado estadual e federal, além de 39ª prefeito de Porto Alegre, entre 1997 e 2001.

## Biografia
Como estudante de História na Universidade Federal do Rio Grande do Sul, nos anos 1960, iniciou-se na política como militante estudantil, e foi eleito presidente do Diretório Central dos Estudantes (DCE) em 1968. Foi perseguido durante a ditadura militar devido a seu envolvimento com grupos de esquerda, e mudou-se para São Paulo.
Retornou a Porto Alegre em 1973, e participou do Instituto de Estudos Políticos, Econômicos e Sociais (Iepes), organização ligada ao MDB. Foi professor assistente na Universidade do Rio dos Sinos (São Leopoldo) (de 1977 a 1991), no curso de Ciências Sociais. No final da década de 1970, participou da fundação do jornal Em Tempo. No início dos anos 1980, envolveu-se com as mobilizações sindicais que culminariam com o surgimento do PT.
Construtor partidário, foi secretário geral e presidente do PT do Rio Grande do Sul, membro da executiva nacional e tesoureiro. Em 1982 foi candidato do partido ao Senado, e em 1985, candidato à prefeitura da capital gaúcha. Não se elegeu nestas ocasiões, quando o PT ainda era pequeno e tentava se firmar como força política.
Em 1986, entretanto, foi o candidato mais votado do partido no RS e elegeu-se deputado estadual constituinte, sendo o líder da bancada nos dois anos seguintes. Em 1990 foi eleito deputado federal.
Em 1988, as urnas levaram o PT à prefeitura de Porto Alegre, com Olívio Dutra. Em 1992, o então vice Tarso Genro foi eleito prefeito, na chapa que tinha Raul Pont como vice. No diretório municipal do PT em Porto Alegre, havia uma tradição de que o vice-prefeito eleito pela chapa concorresse a prefeito na Capital, na eleição seguinte. Não foi diferente em 1996, em que Pont, então vice de Tarso, concorrer à prefeitura, com José Fortunati completando a chapa.
Antes, em 1994, concorreu ao Senado pela segunda vez, sem sucesso.
Eleito no primeiro turno em 1996, com 55% dos votos válidos, Raul Pont deu continuidade às marcas petistas na administração de Porto Alegre, como o orçamento participativo. Na sua gestão, o PT deu início ao seu mais grandioso projeto na capital gaúcha, a construção da 3ª Perimetral, via expressa que liga a zona sul à zona norte sem passar pelo centro da cidade. Iniciada em 1998, a Perimetral passou toda a primeira metade da década de 2000 em construção, sendo concluída no final de 2006.
Com a aprovação da reeleição em 1997, o PT resolveu fazer prévias internas para a eleição municipal de 2000, quebrando a tradição de automaticamente indicar o vice-prefeito. Concorreram Raul Pont, José Fortunati e Tarso Genro. Tarso foi o escolhido, e elegeu-se para o quarto mandato consecutivo do PT em Porto Alegre.
Nas eleições de 2002, Pont foi eleito deputado estadual e retornou para a Assembleia Legislativa do Rio Grande do Sul. Neste mesmo ano, Tarso renunciou à prefeitura para concorrer a governador, sendo derrotado e abalando o prestígio do PT na capital.
Em 2004, o até então intocável predomínio petista em Porto Alegre estava ameaçado. A renúncia de Tarso, a falta de carisma de seu vice João Verle, e o impopular governo do PT na União levaram o diretório de Porto Alegre a indicar Raul Pont à candidatura ao Executivo municipal, uma vez que foi o prefeito com maior aprovação em Porto Alegre nas últimas décadas. Vencedor no primeiro turno (com 37,62% dos votos válidos), entretanto, Pont foi derrotado no segundo turno por José Fogaça, então no Partido Popular Socialista (PPS). Com amplo apoio de partidos oposicionistas, o candidato do PPS fez 53,32% dos votos válidos, ficando à frente do petista, que recebeu 46,68%.
Em 2005, Pont se candidatou a presidente do PT nacional. Membro da Democracia Socialista, corrente com pouca influência no Palácio do Planalto, Pont foi um dos membros do PT que defendiam a refundação do Partido. Mais bem votado nas eleições internas entre os oposicionistas, Pont foi ao segundo turno com o candidato do oficial, Ricardo Berzoíni, do Campo Majoritário, mas acabou derrotado.
Em 2006, o petista foi eleito deputado estadual, ao obter 73 286 votos, ou 1,22% do total de votos válidos, sendo a terceira maior votação para o cargo, a maior votação entre os petistas e entre os reeleitos.
Foi reeleito em 2010 para deputado estadual, com 65 430 votos. Pont não concorreu à reeleição em 2014.
Foi candidato novamente à prefeitura de Porto Alegre em 2016.